# Mikroregion Jequié

Mikroregion Jequié

Mikroregion Jequié – mikroregion w brazylijskim stanie Bahia należący do mezoregionu Centro-Sul Baiano. Ma powierzchnię 21.452,94190 km²

## Gminy
- Aiquara
- Amargosa
- Apuarema
- Brejões
- Cravolândia
- Irajuba
- Iramaia
- Itagi
- Itaquara
- Itiruçu
- Jaguaquara
- Jequié
- Jiquiriçá
- Jitaúna
- Lafaiete Coutinho
- Laje
- Lajedo do Tabocal
- Maracás
- Marcionílio Souza
- Milagres
- Mutuípe
- Nova Itarana
- Planaltino
- Santa Inês
- São Miguel das Matas
- Ubaíra